# 팔걸이

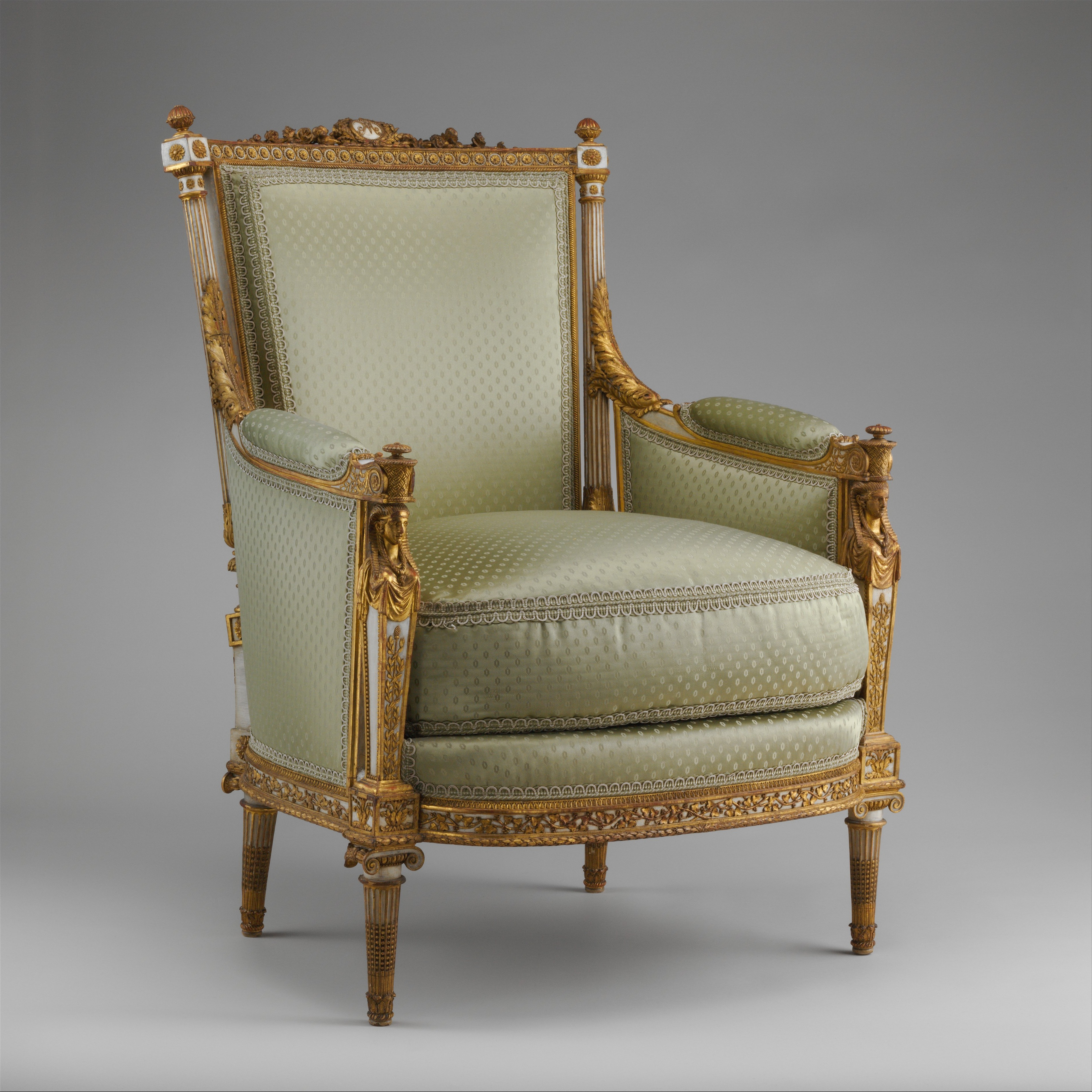
장바티스트클로드 세네가 1788년경에 제작한 팔걸이 의자, 메트로폴리탄 미술관 소장

팔걸이(Armrest)는 사람이 팔을 얹을 수 있는 의자의 한 부분이다. 팔걸이는 자동차 의자, 안락의자, 항공기 좌석, 소파, 벤치 등 다양한 의자에 내장되어 있다. 조절식 팔걸이는 일반적으로 인체공학적 사무실 의자와 게이밍 의자에서 찾아볼 수 있다. 또한 환자가 편히 일어나거나 움직일 수 있도록 병상에도 설치되어 있다.

## 자동차에서

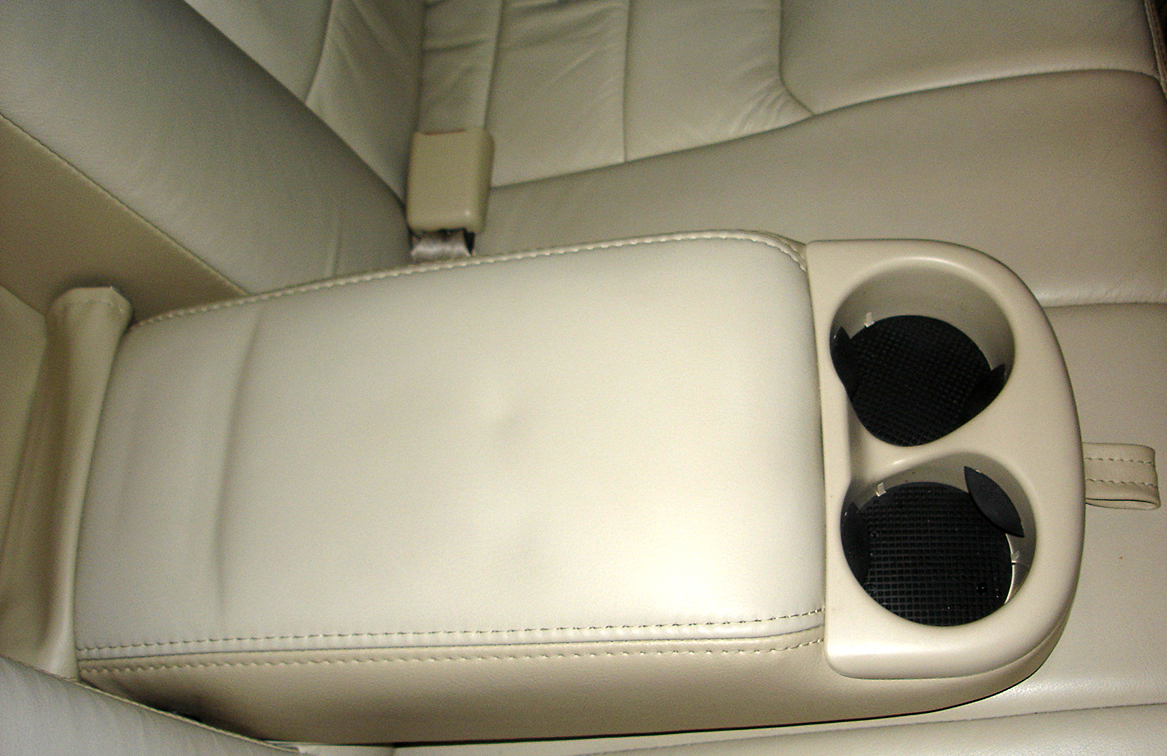
컵 홀더가 달린 링컨 타운카 뒷좌석의 팔걸이

팔걸이는 대부분의 현대식 자동차에 탑재되어 있는 기능으로, 탑승자가 팔을 편안하게 올려 놓을 수 있다. 팔걸이는 일반적으로 차량의 운전석과 조수석 쪽 앞 좌석 사이에 있다. 보통 미니밴(MPV)과 일부 SUV에는 각 좌석에 1~2개의 팔걸이가 있다. 요즘에는 차량의 종류와 상관 없이 앞 좌석과 뒷 좌석 모두에 팔걸이가 부착되어 있다.
대형 차량의 대부분은 뒷좌석 사이에 넓은 팔걸이를 가지고 있는데, 중앙(세 번째) 좌석을 사용하지 않을 때 펼칠 수 있다. 일부 볼보 모델을 포함하여 탑승자 안전이 강조되는 일부 디자인에서는 팔걸이가 아동용 카시트와 함께 사용되며 조절 가능한 안전벨트가 장착되어 있다.
일부 차량의 팔걸이에는 컵 홀더, 오디오 및 공기 조화 제어 장치, 보관 공간 등의 기능이 추가되어 있기도 하다.

## 같이 보기
- 발받침대
- 헤드 레스트
- 인체공학